# Атлантически скат
Атлантическият скат, още атлантическо торпедо или черен електрически скат (Tetronarce nobiliana), е вид хрущялна риба от семейство Торпедови (Torpedinidae).

## Разпространение
Среща се в Атлантическия океан, от Нова Скотия на запад до Бразилия, от Шотландия до Западна Африка и на изток до южна Африка, на дълбочина до 800 m. Видът е разпространен във водите около Албания, Алжир, Белиз, Бенин, Бразилия (Пара), Великобритания, Венецуела, Гамбия, Гана, Гвиана, Гвинея, Гвинея-Бисау, Гибралтар, Гърция, Египет, Западна Сахара, Израел, Испания, Италия (Сардиния и Сицилия), Канада (Нова Скотия), Кипър, Колумбия, Коста Рика, Кот д'Ивоар, Либерия, Либия, Мавритания, Мароко, Мексико (Веракрус, Кампече, Морелос и Юкатан), Намибия, Нигерия, Никарагуа, Панама, Португалия (Азорски острови и Мадейра), САЩ (Вирджиния, Делауеър, Джорджия, Луизиана, Мейн, Мериленд, Ню Джърси, Ню Йорк, Ню Хампшър, Северна Каролина, Тексас, Флорида и Южна Каролина), Сенегал, Сиера Леоне, Сирия, Суринам, Того, Тунис, Турция, Франция (Корсика), Френска Гвиана, Хондурас, Хърватия и Южна Африка (Западен Кейп, Източен Кейп и Северен Кейп).
По-младите видове обикновено обитават плитки, пясъчни или кални дъна, докато възрастните често могат да се намерят в открити води.

## Описание
Атлантическото торпедо е най-големият известен скат и може да достигне на дължина до 1,8 m, при тегло от 90 кг. Подобно на останалите членове от рода си, той има почти кръгло дисково тяло и здрава опашка с голяма триъгълна перка. Отличителните му характеристики включват неговия равномерно тъмен цвят, гладките му отвори на дихателните пътища зад очите и двете гръбначни перки с различен размер.